# WAB BDhe 4/4 119–124
Die BDhe 4/4 119–124 sind sechs Zahnradtriebwagen der Wengernalpbahn (WAB) in der Schweiz. Sie wurden 1970 für den Einsatz auf der Bahnstrecke Lauterbrunnen–Wengernalp–Kleine Scheidegg beschafft.

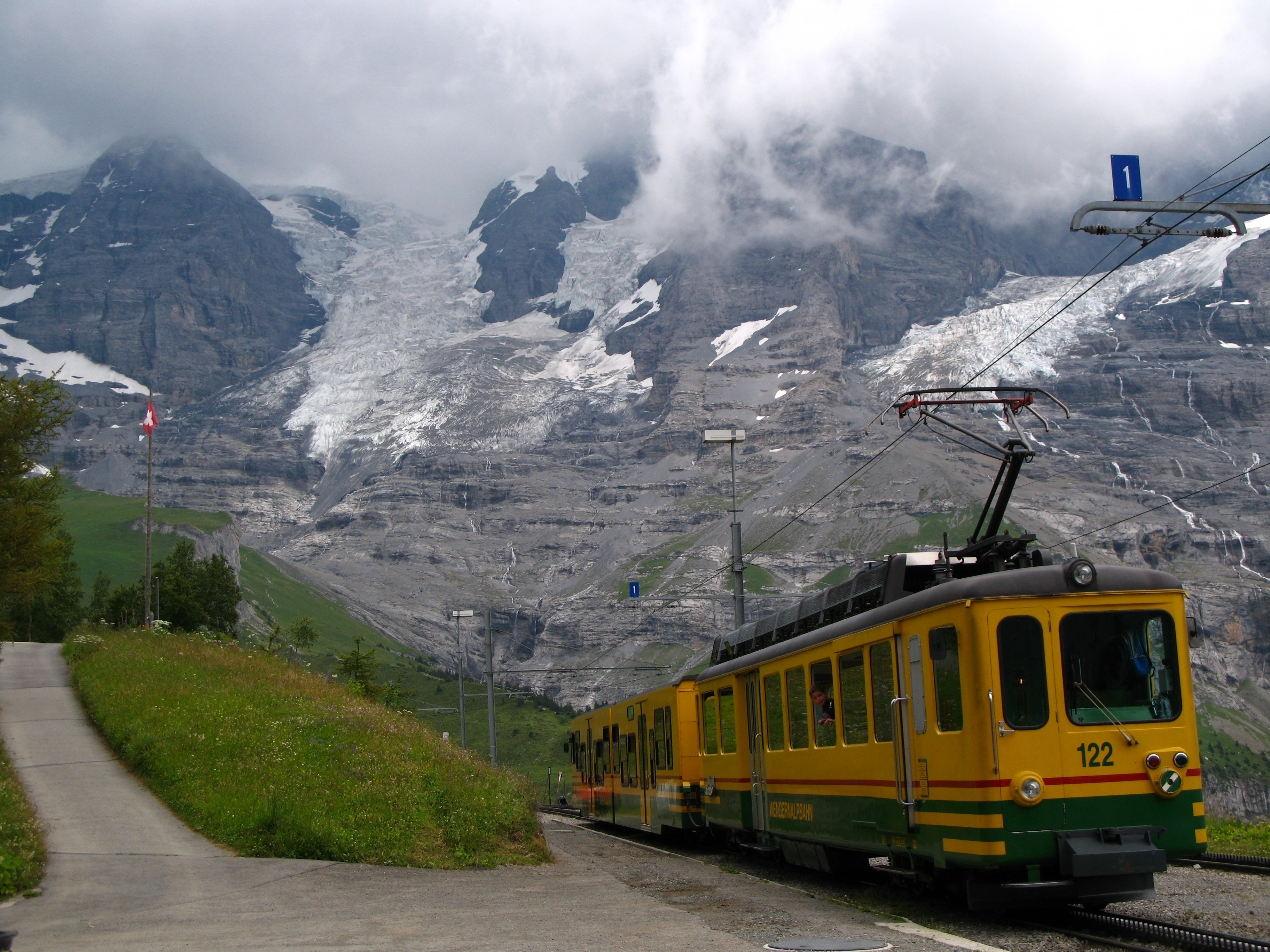
BDhe 4/4 122 bei der Station Wengernalp

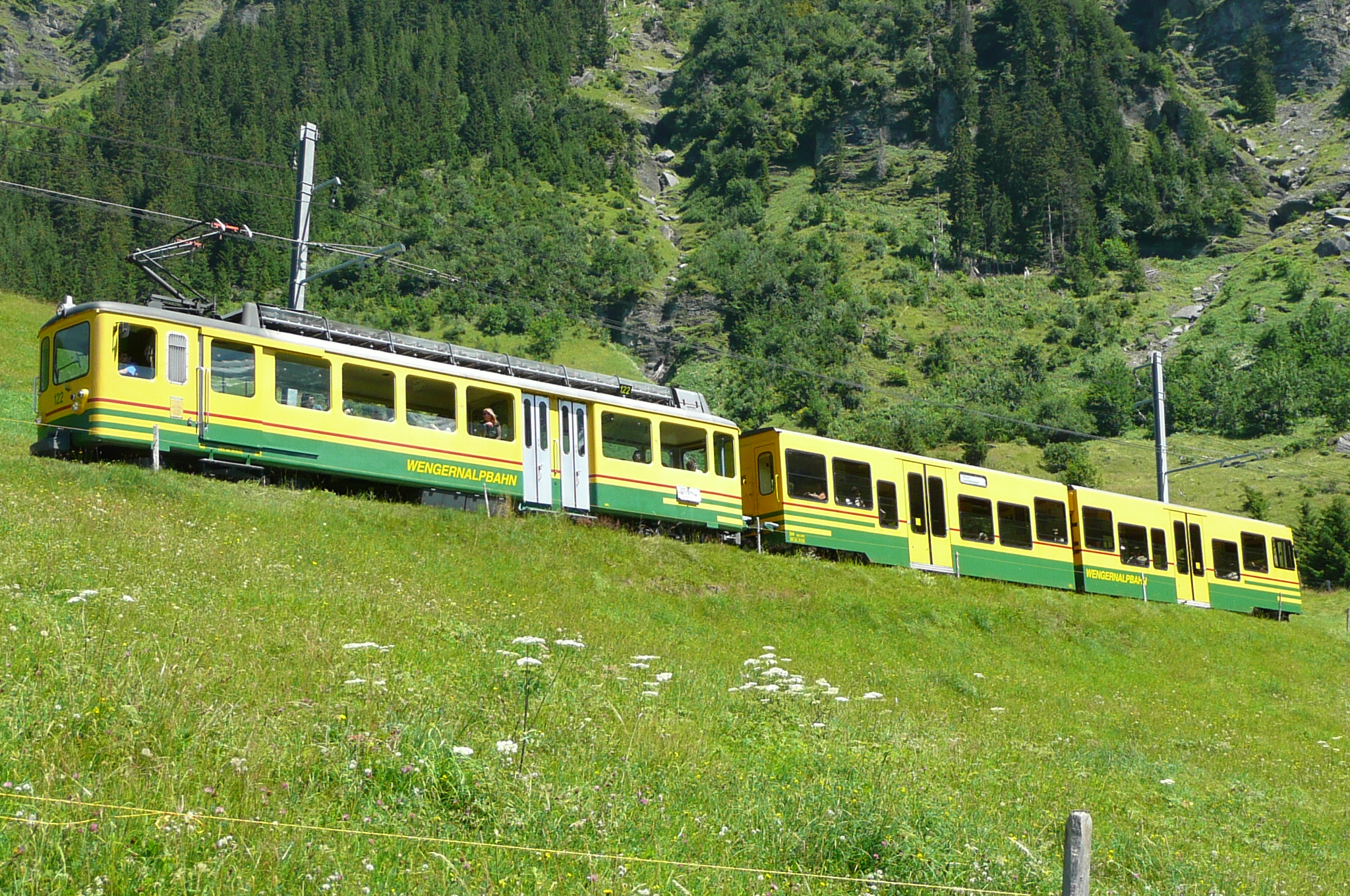
BDhe 4/4 122

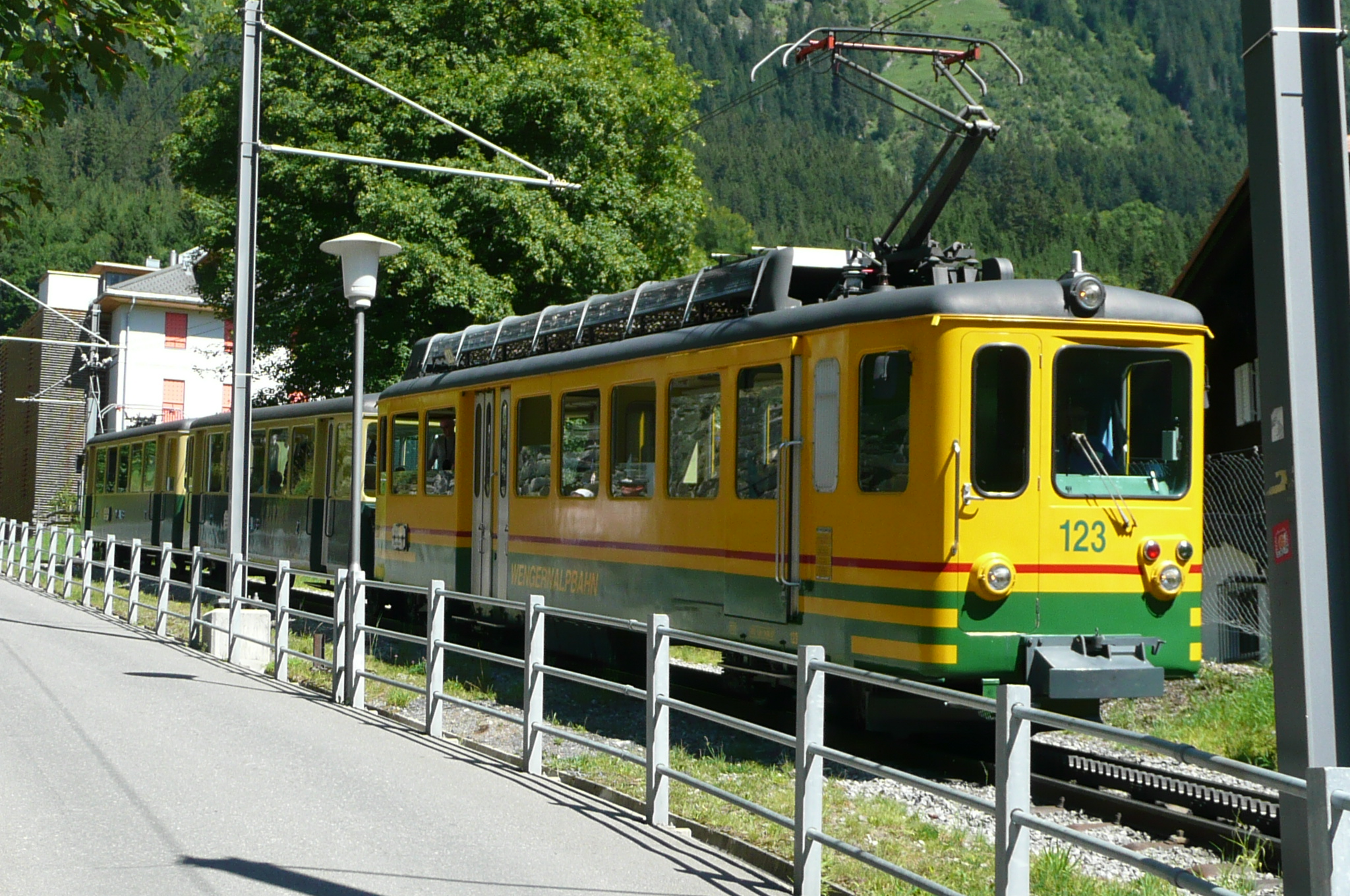
BDhe 4/4 123

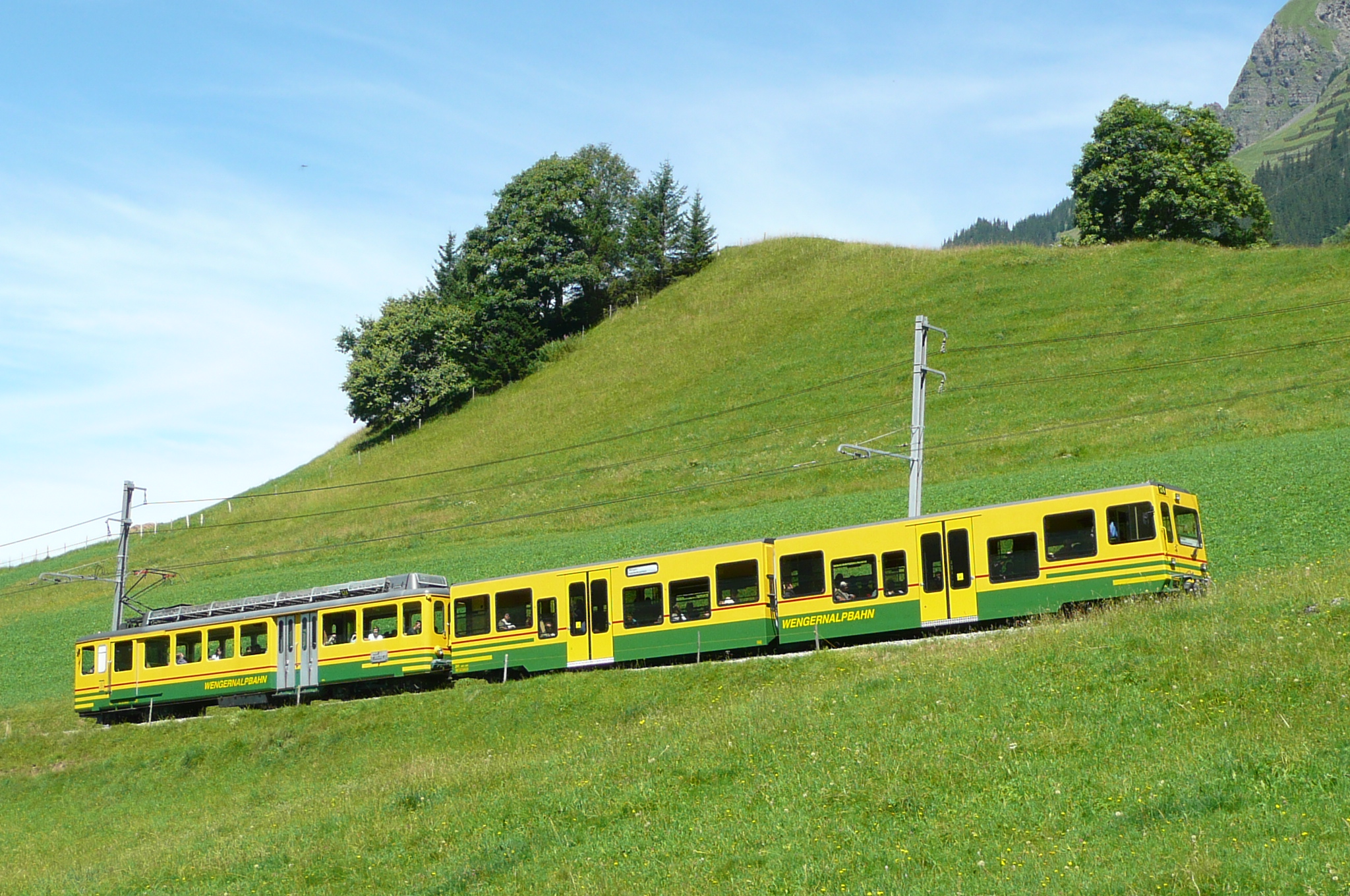
BDhe 4/4 124

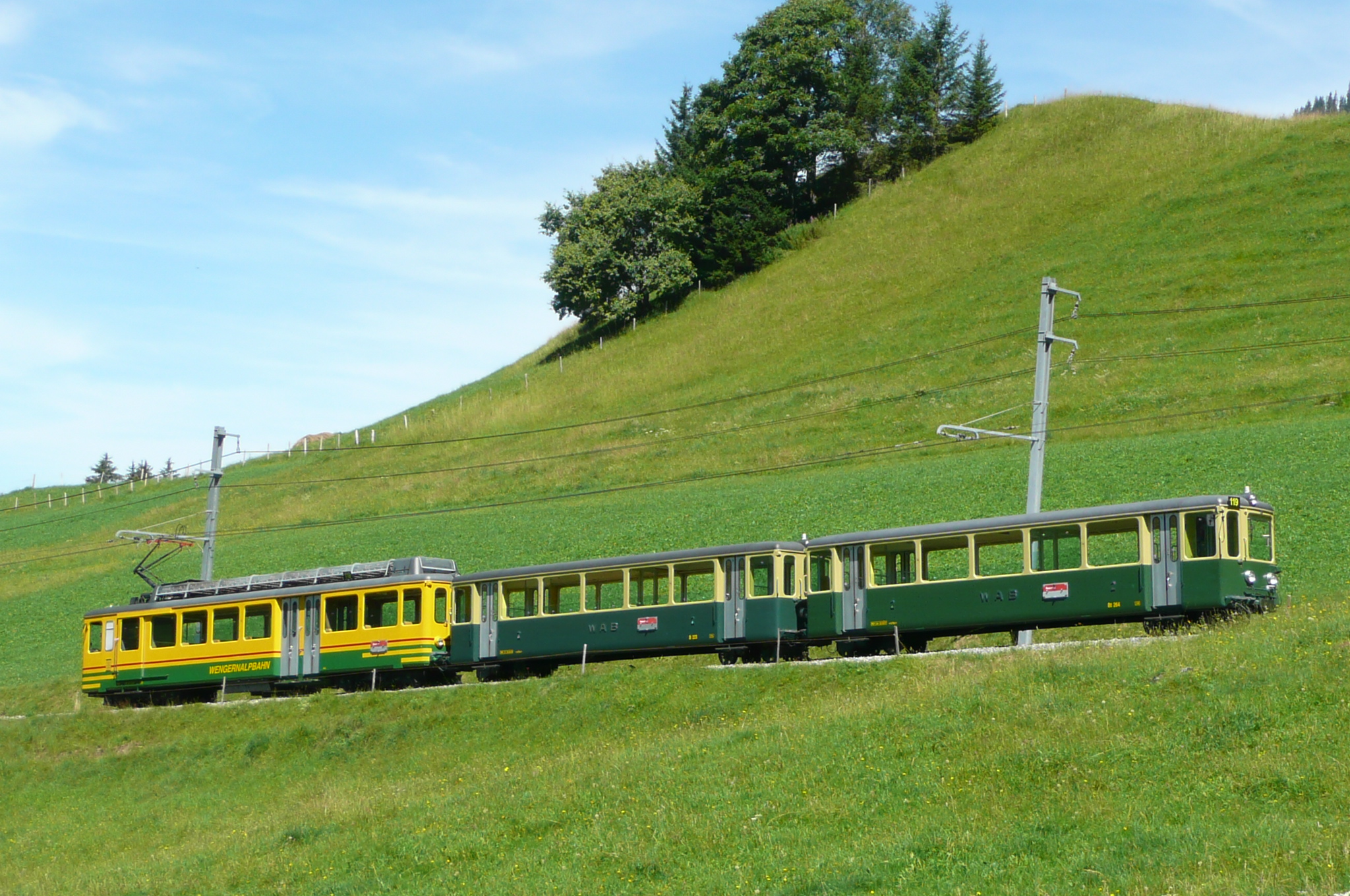
BDhe 4/4 119

## Geschichte
1970 beschaffte die Wengernalpbahn sechs ABDhe 4/4. Dies war die zweite, weiterentwickelte und veränderte (A)BDhe 4/4-Serie. Unterschiede zu ihren Vorgängern (A)BDhe 4/4 101–118 waren nur leichte technische Veränderungen, wie die Modernisierung des Bremssystems und die Installation von Türantrieben, die dem Lokführer erlaubten, die Türen elektrisch zu öffnen und zu schließen. Damals traute sich die Wengernalpbahn nicht an die aufkommende Thyristortechnik, da die Triebwagen mit Gleichstrom fahren sollten. Zudem waren die Bodenrahmen so gebaut worden, dass die Option auf die Aufnahme von GF-Mittelpufferkupplungen bestand. Diese hätten die Möglichkeit eines Einsatzes als Doppeltraktion der Triebwagen erlaubt. Äußerlich gab es schon mehr Unterschiede, so wie die Veränderung der Stirnpartie und den Aufbau eines Einholmstromabnehmers. Die sechs Triebwagen bekamen die Nummern 119 bis 124. Diese Neubeschaffung erlaubte das Angebot eines Halbstundentaktes im Winter. Der Halbstundentakt war der Testlauf für den 1982 in der gesamten Schweiz eingeführten Taktfahrplan. 1982 wurde die 1. Klasse in den Triebwagen aufgehoben. Die Triebwagen trugen ab sofort die Bezeichnung BDhe 4/4 119–124. Die WAB baute 1998 an den bergseitigen Wagenenden GF-Mittelpufferkupplungen ein. Dies ermöglichte den Einsatz mit den neuen Steuerwagen BDt 241–244. Zudem erhielten die Triebwagen ein neues gelb-grünes Farbschema. In den Jahren 2009 bis 2012 wurden die BDhe 4/4 120–123 auf Drehstromasynchronmotoren umgerüstet und bekamen zudem eine Innenraumauffrischung und ein Fahrgastinformationssystem.

## Technik
Die BDhe 4/4 119–124 haben eine Höchstgeschwindigkeit von 25 km/h. Sie haben vier Motoren des Typs 4MHe und kommen auf eine Stundenleistung von 440 kW. Sie werden über den Einholmstromabnehmer am talseitigen Ende mit Gleichstrom gespeist. Die BDhe 4/4 119–124 sind reine Zahnradtriebwagen. Der Durchmesser der Laufräder beträgt 670, der der Triebzahnräder 573 mm. Ihre Dienstmasse beträgt 25,7 t. Die Triebwagen haben die Achsfolge 2zz’2zz’ und einen Gesamtachsstand von 13.110 mm.

## Aufbau
Die BDhe 4/4 119–124 haben insgesamt 39 Sitzplätze. Im Triebwagenteil unterhalb des Stromabnehmers befindet sich ein 2,8 m² großer Gepäckraum, unter anderem für Reisegepäck der Fahrgäste. Die Triebwagen sind durchgehend hochflurig ausgeführt.

## Einsatz
Seit ihrer Inbetriebsetzung kommen die BDhe 4/4 119–124 ausschliesslich auf der Bahnstrecke Lauterbrunnen–Wengernalp–Kleine Scheidegg zum Einsatz. Heute verkehren die Triebwagen BDhe 4/4 120–123 dort mit den Gelenksteuerwagen Bt 241–244. Die Triebwagen BDhe 4/4 119 und 124 wurden im Jahr 2015 ausrangiert und abgebrochen.
Die letzten Einsätze hatten die Triebwagen im Jahr 2020. Aufgrund veränderter Nachfrage während der Covid-Krise sowie einem geänderten Fahrplan auf der Strecke Lauterbrunnen – Wengen – Kleine Scheidegg mit kurzen Wendezeiten wurden die Fahrzeuge abgestellt.